# Karl-Heinz Thun
Karl-Heinz Thun (ur. 29 kwietnia 1937 w Rostocku, zm. 15 czerwca 1993 tamże) – niemiecki żeglarz sportowy. Dwukrotny medalista olimpijski.
Reprezentował barwy Niemieckiej Republiki Demokratycznej. Brał udział w dwóch igrzyskach olimpijskich (IO 68, IO 72), na obu zdobywał medale w klasie Dragon, brąz w 1968 i srebro w 1972. Podczas obu startów sternikiem jachtu był Paul Borowski, trzecim członkiem załogi Konrad Weichert. Zdobyli również dwa złote medale mistrzostw Europy w 1970 i 1972 oraz srebrny w 1969 i brązowy w 1968.